# Mitsuo Itoh

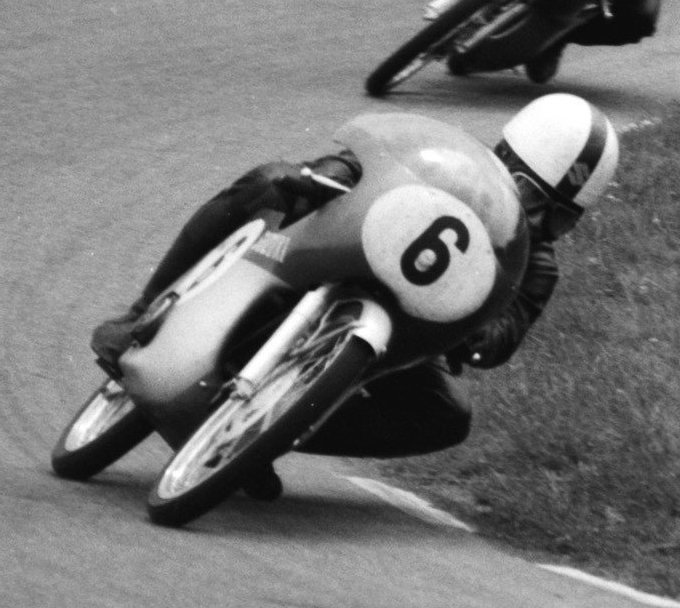
Mitsuo Itoh em 1963

Mitsuo Itoh - em japonês, 伊藤光夫 一 Itō Mitsuo (1 de janeiro de 1937 - 3 de julho de 2019) foi um motociclista japonês, conhecido por ter sido o primeiro e único japonês a vencer a corrida TT da Ilha de Man, a 4° corrida do Campeonato Mundial de Motovelocidade de 1963. Nesse campeonato, Itoh acabou por ficar em 5° lugar na categoria 50cc, sendo o 2° japonês melhor classificado. Ele teve 2 vitórias e 13 pódios (dez na categoria 50cc; três na categoria 125cc) no Campeonato Mundial.
Itoh morreu em 3 de julho de 2019, aos 82 anos de idade.